# Estilos de las piedras rúnicas

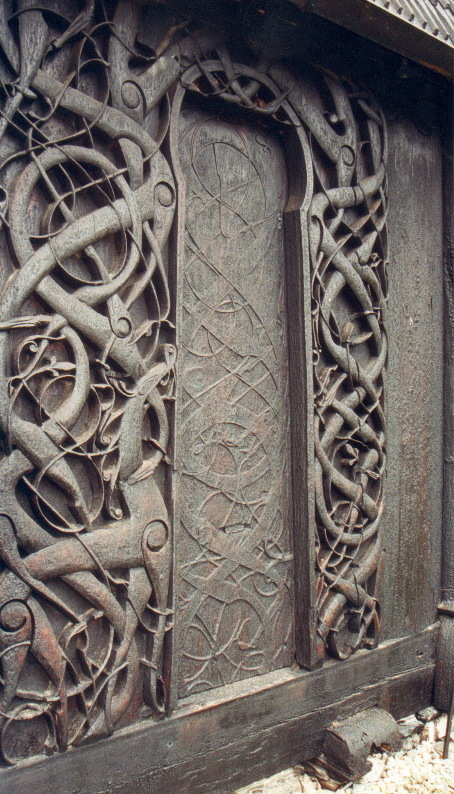
Los estilos de las piedras rúnicas son parte de la evolución general del arte en Escandinavia.
Decoración de la iglesia de madera de Urnes, en Lusteren, que es la misma que la de los estilos tardíos de piedras.

Los estilos de las estelas rúnicas variaron a lo largo de la época vikinga. Las piedras rúnicas más antiguas tienen un diseño simple, pero fueron ganando complejidad hasta que, al final de su época, alcanzaron una notable perfección en su factura, en las obras de los maestros canteros itinerantes Öpir y Visäte.
La principal catalogación de los estilos fue desarrollada por Anne-Sophie Gräslund. Su sistematización fue considerado un gran avance y es el estándar actualmente. Los estilos son RAK, Fp, Pr1, Pr2, Pr3, Pr4 y Pr5, y cubren el periodo comprendido entre 980-1130, que es el periodo durante el cual se hicieron la mayoría de las piedras rúnicas. Los estilos Pr3, Pr4 y Pr5 corresponden a lo que comúnmente se conoce como estilo Urnes, y los Pr1 y Pr2 también son conocidos como estilo Ringerike.
A continuación se exponen brevemente los estilos mostrando algunas piedras como ejemplos, de acuerdo a la notación de Rundata: 

## RAK
RAK es el estilo más antiguo y estrictamente comprende el periodo 980-1015, aunque el proyecto Rundata incluye en él inscripciones más antiguas y más modernas. Es el más simple, solamente tiene las bandas con la inscripción de runas. El final de las bandas rúnicas es recto y no termina en cabezas de animales.

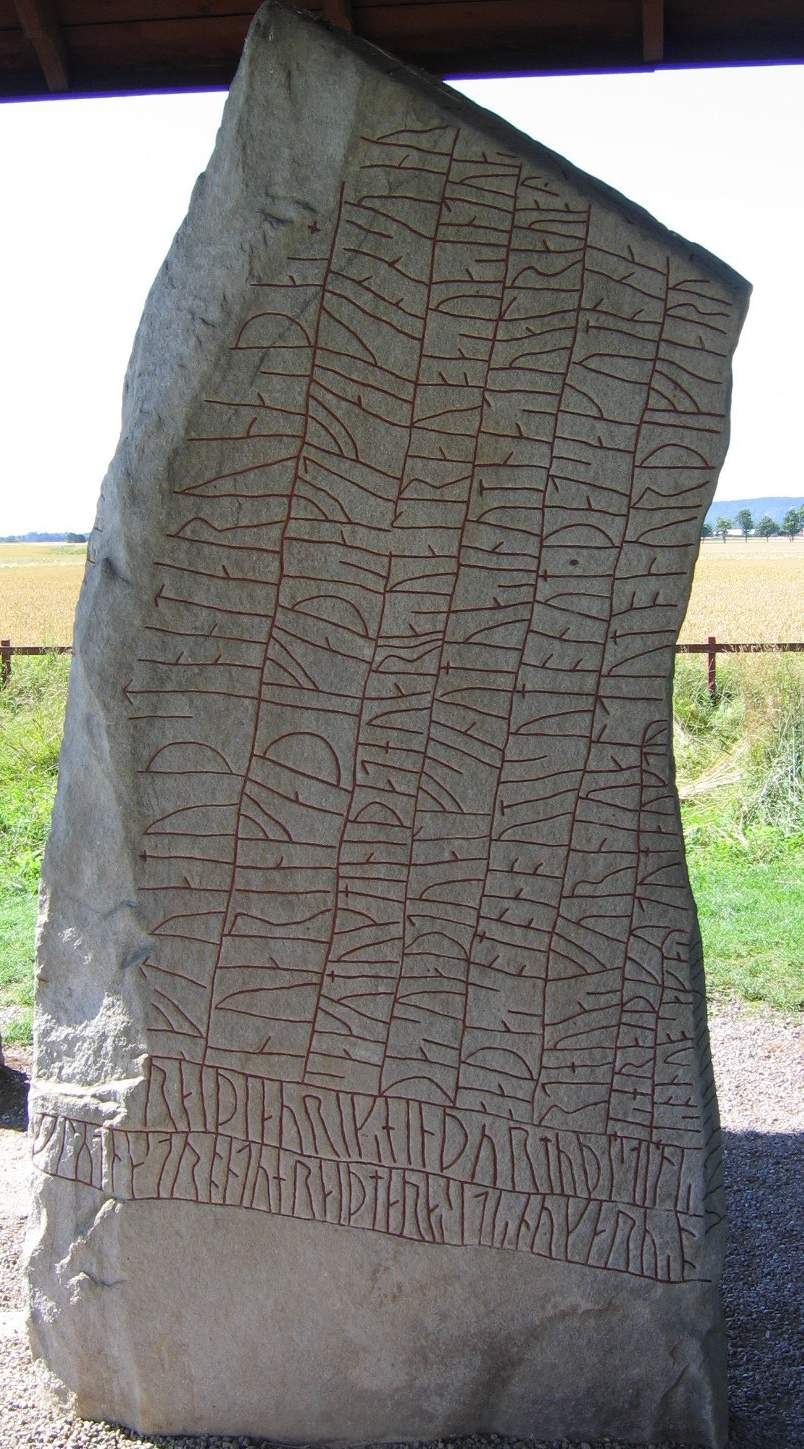
Piedra de Rök.
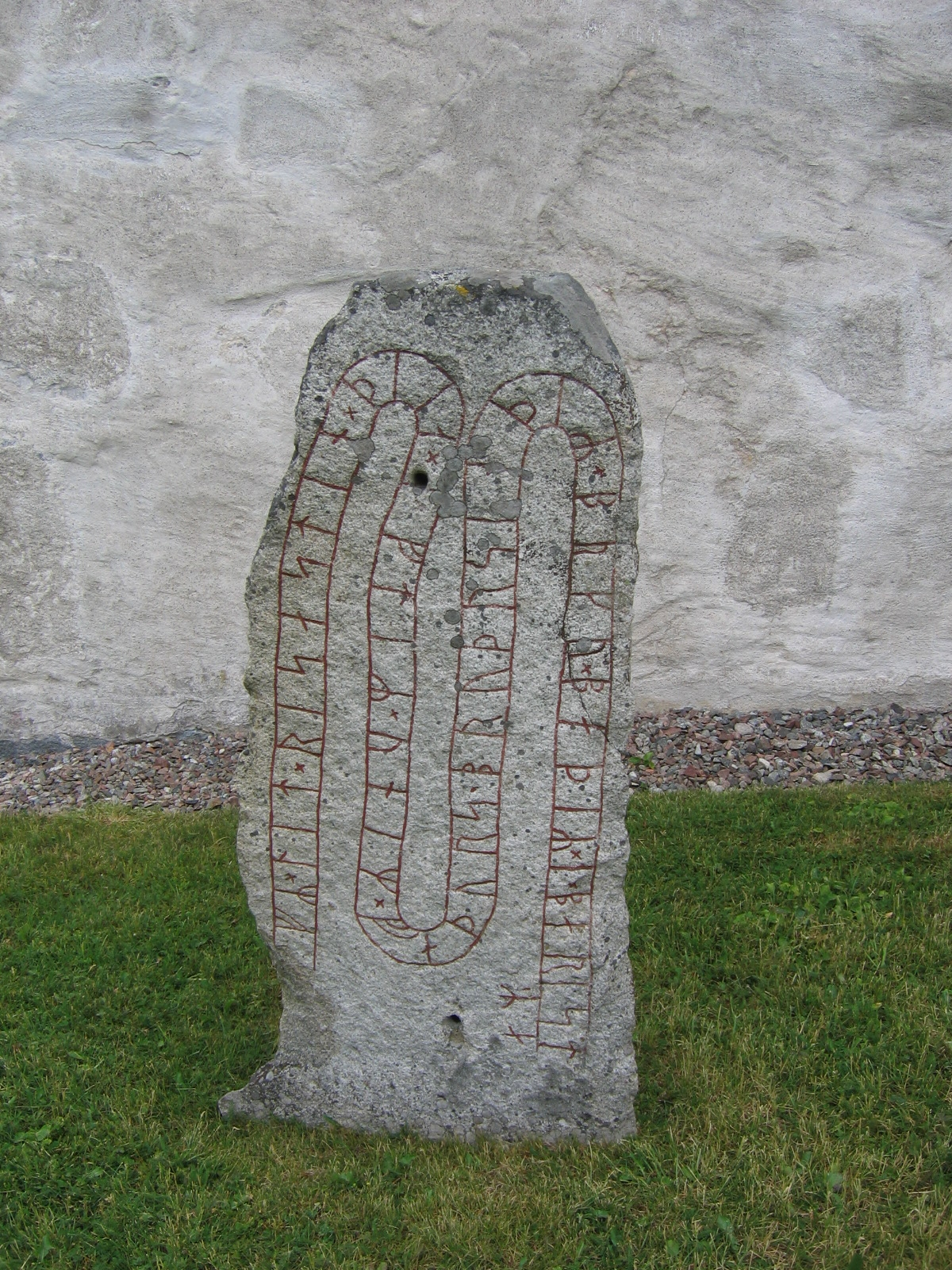
U 336.
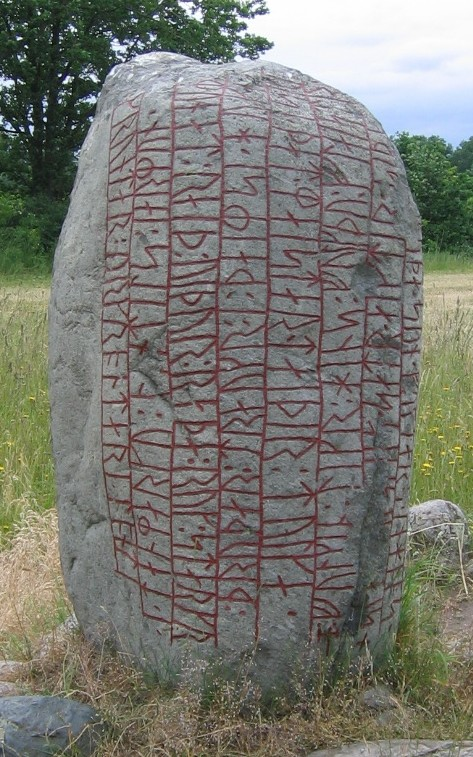
piedra de Karlevi.
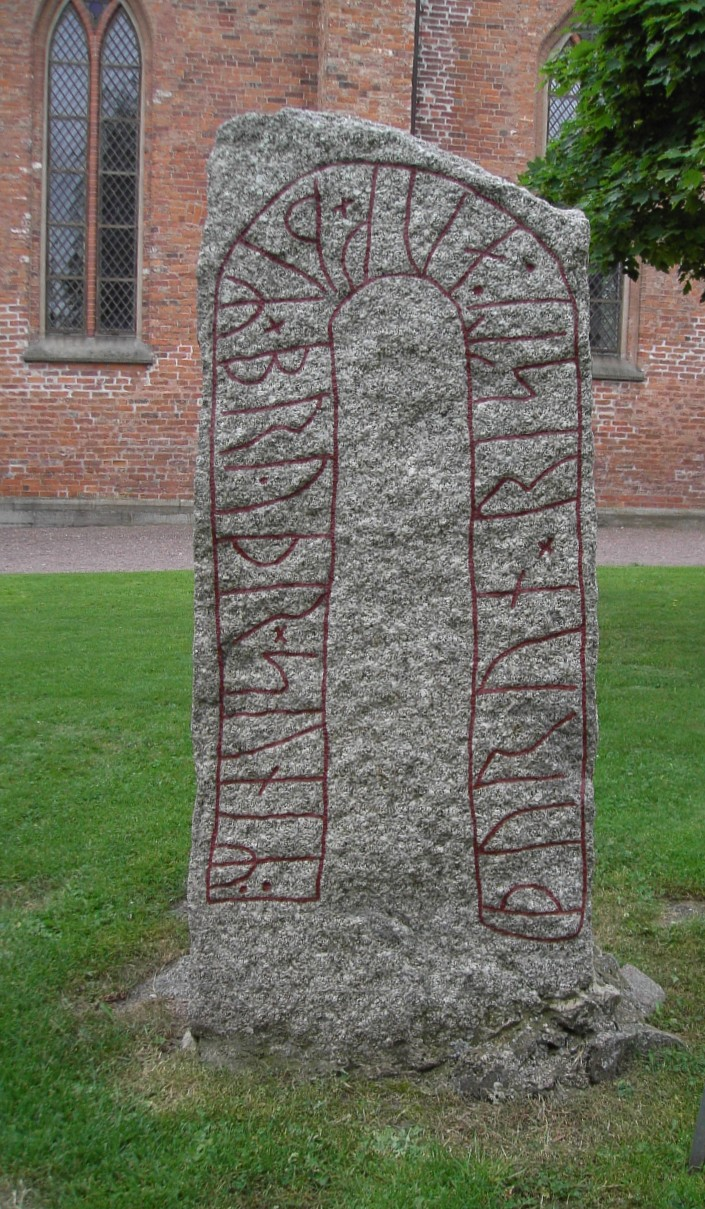
Ög 165.

## Fp
Es el estilo que comprende el periodo de 1010/1015 hasta 1040/1050, cuando aparece el Pr3. Se caracteriza porque las bandas rúnicas finalizan en cabezas de animales vistas desde arriba, generalmente serpientes o dragones.

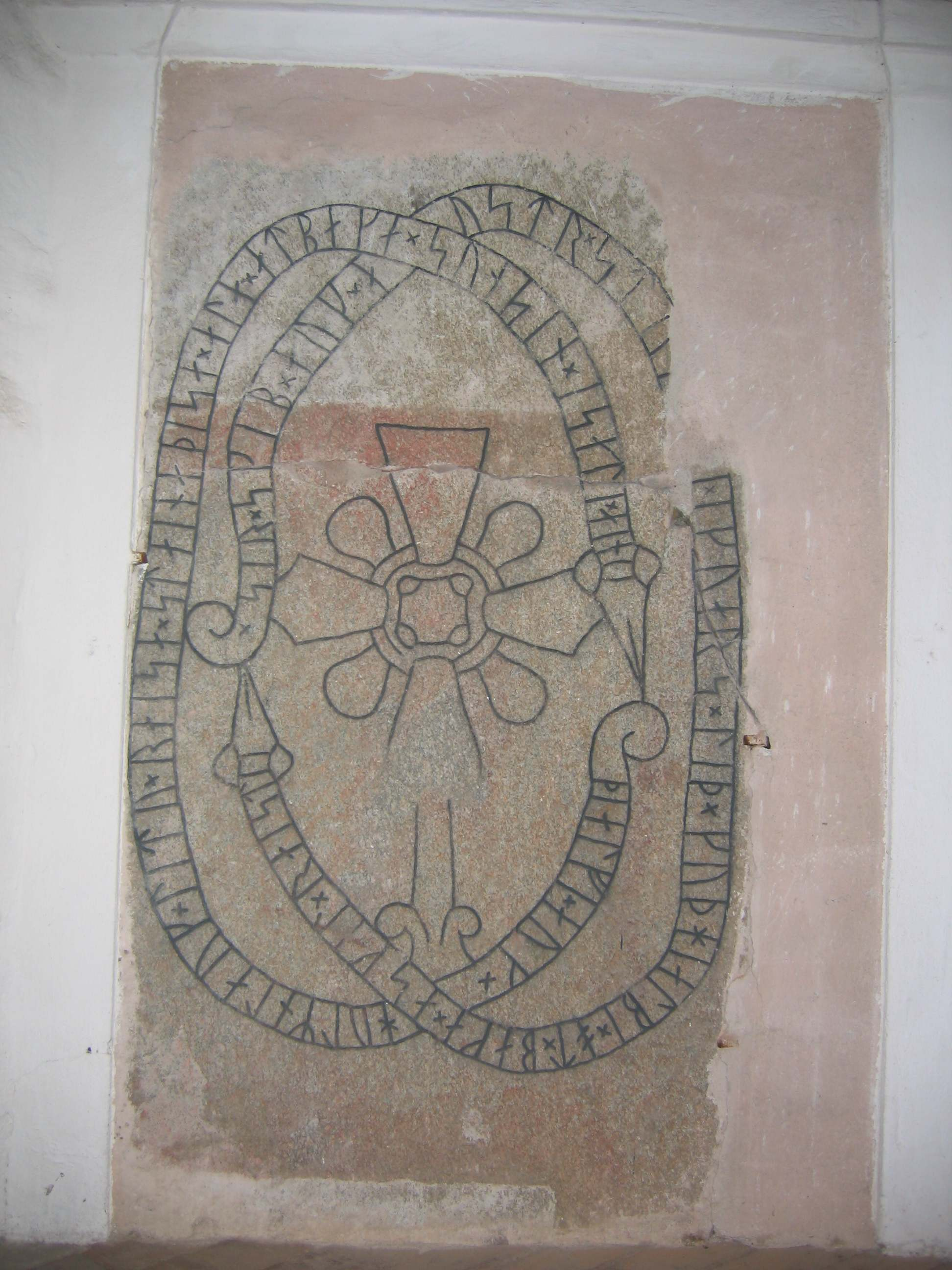
U 778
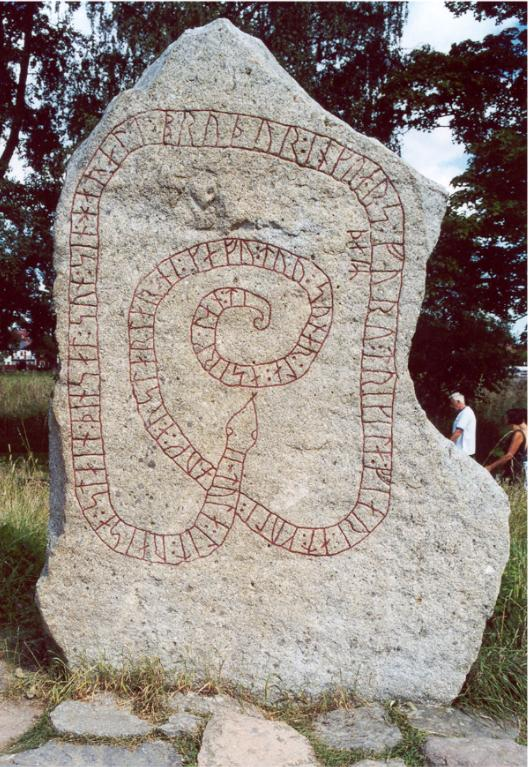
Sö 179 (estela de Gripsholm)
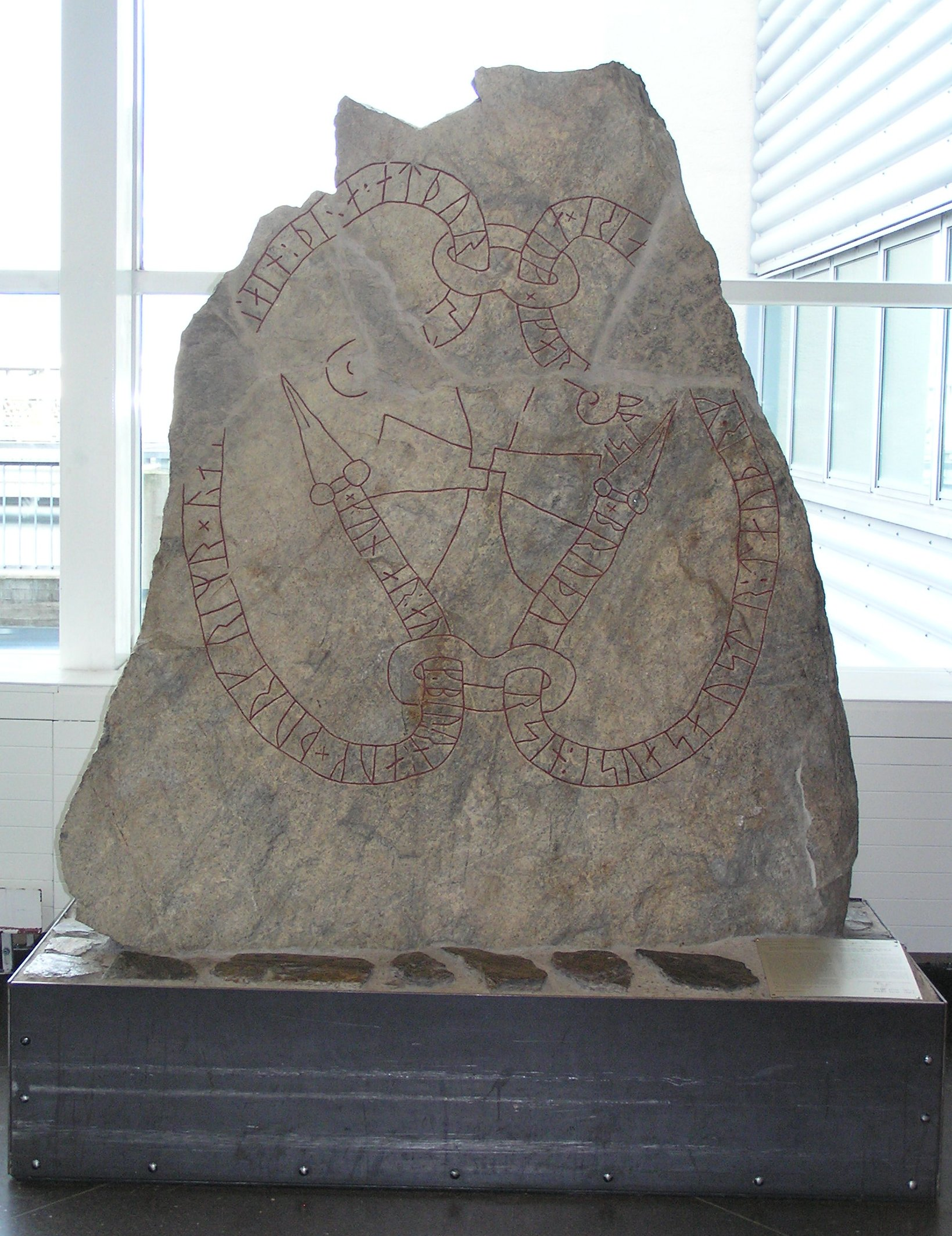
U Fv1992;157
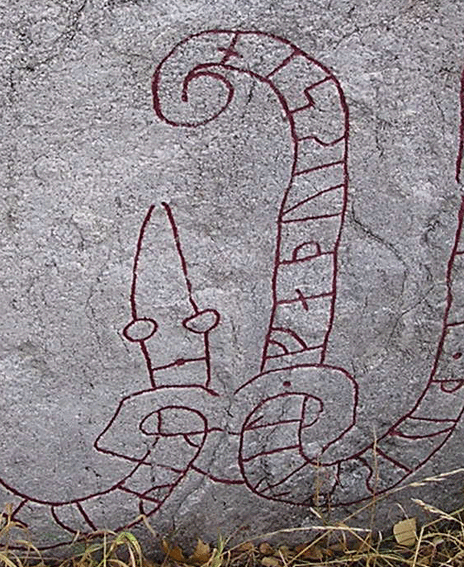
Sö 194

## Pr (Estilos de perfil)
En los estilos denominados de perfil, Pr1, Pr2, Pr3, Pr4 y Pr5, las bandas rúnicas terminan en cabezas de animales vistas de perfil.

### Pr1 (estilo Ringerike)
Este estilo es contemporáneo del estilo FP, y va del 1010 al 1050 cuando es reemplazado por el Pr3. Se considera la primera etapa del estilo Ringerike aplicado a la decoración de piedras rúnicas. Las cabezas de bestias de perfil que rematan las bandas rúnicas tienen ojos redondeados y generalmente presentan penachos a la altura de los ojos y la nariz. 

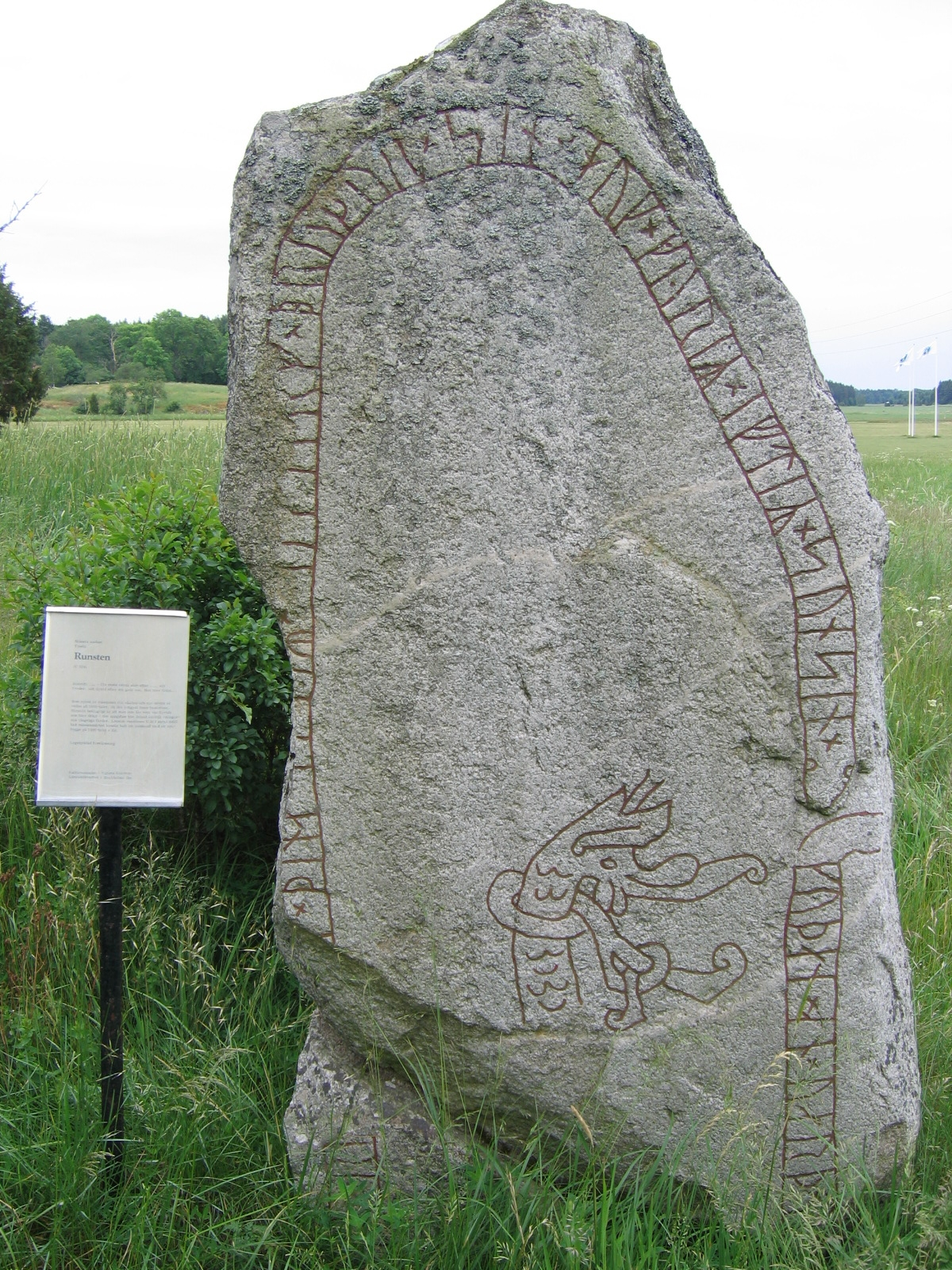
U 324
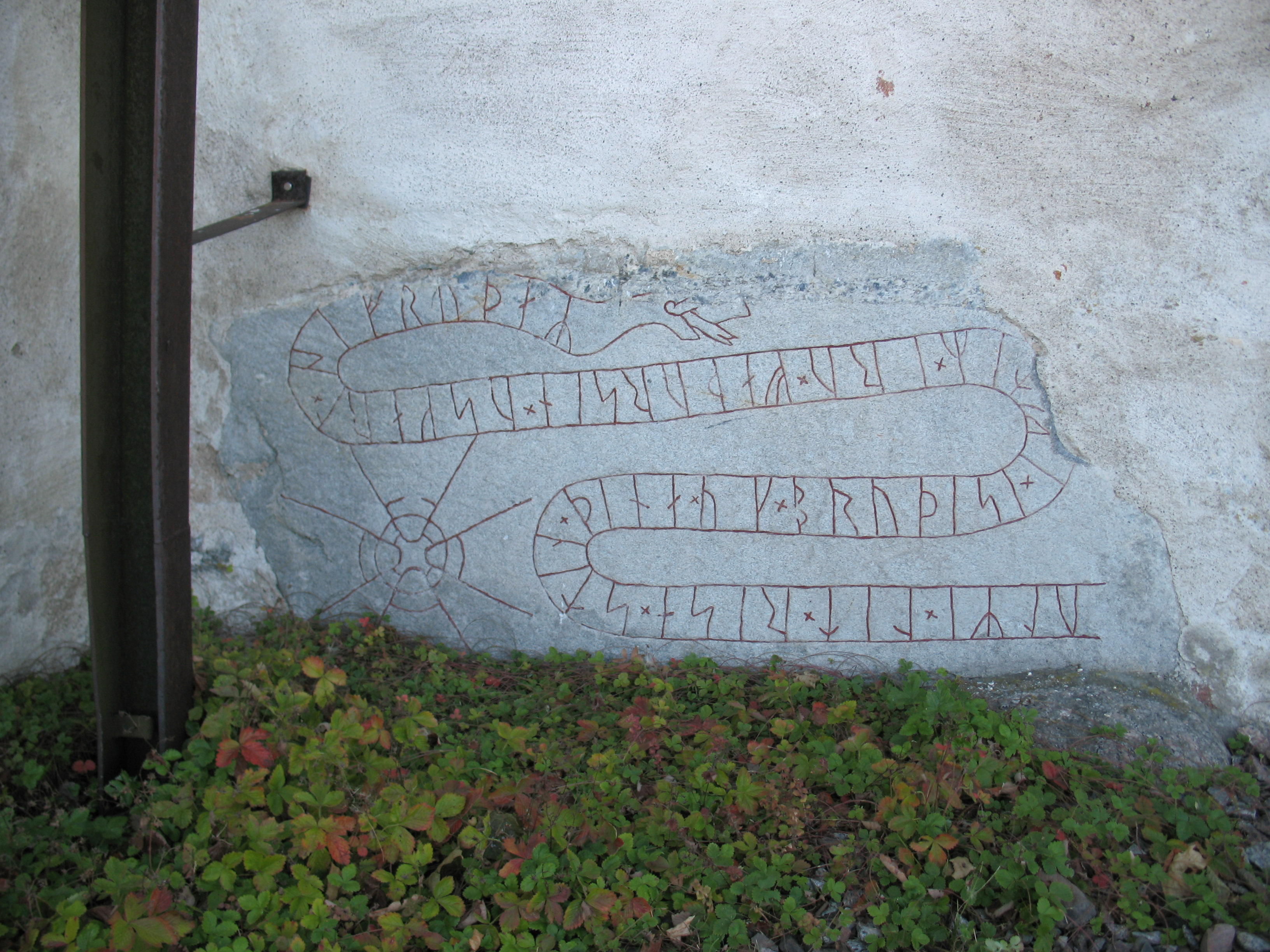
U 335
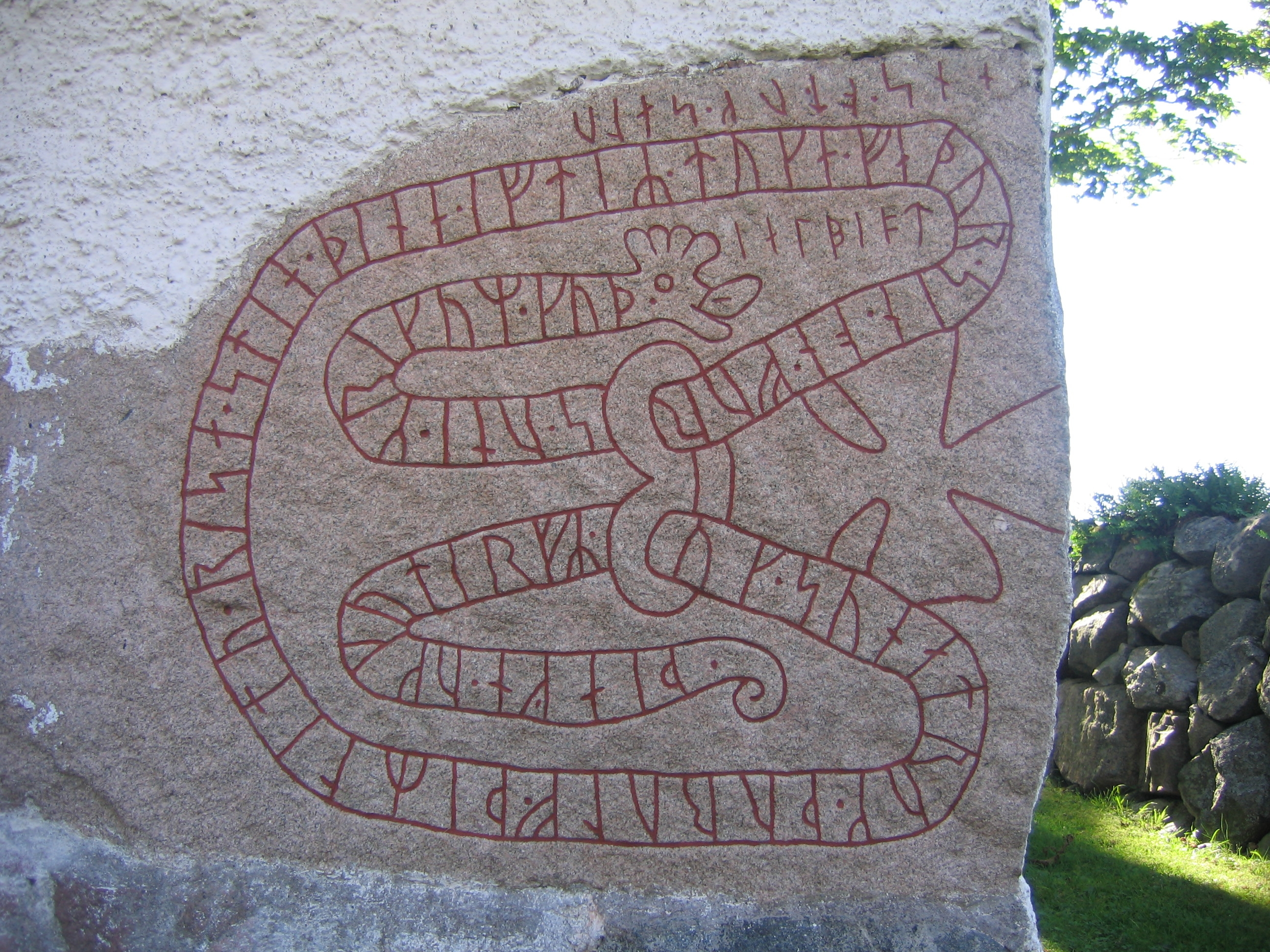
U 201
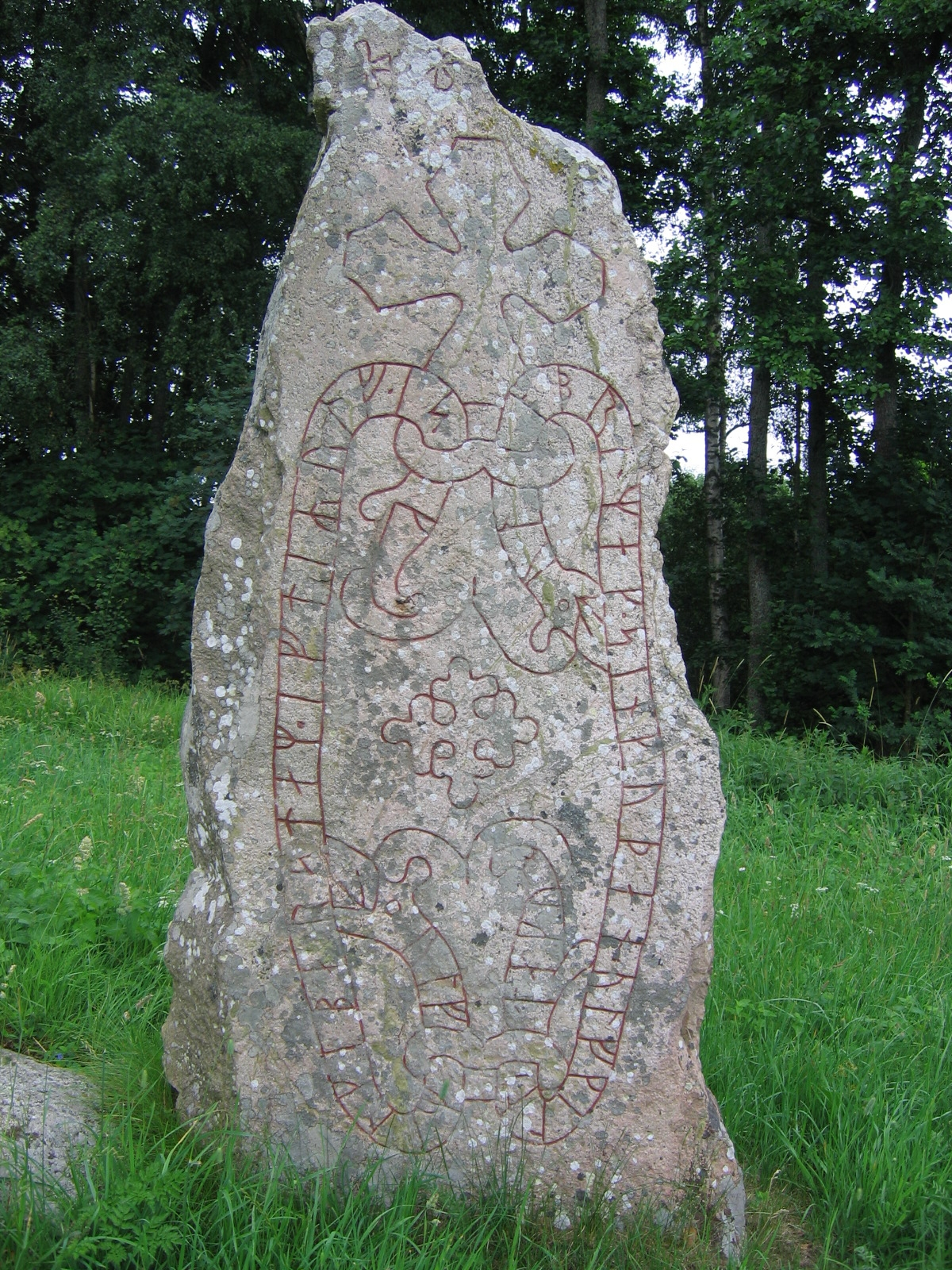
U 161

### Pr2 (estilo Ringerike)
Es la segunda etapa del estilo Ringerike aplicado a la decoración de piedras rúnicas. Este estilo es sólo un poco más moderno que el estilo anterior ya que va del 1020 al 1050, y también es reemplazado por el Pr3. Los animales generalmente presentan un perfil cóncavo, con ojos almendrados y con penachos y apéndices rizados sobre nariz y ojos.

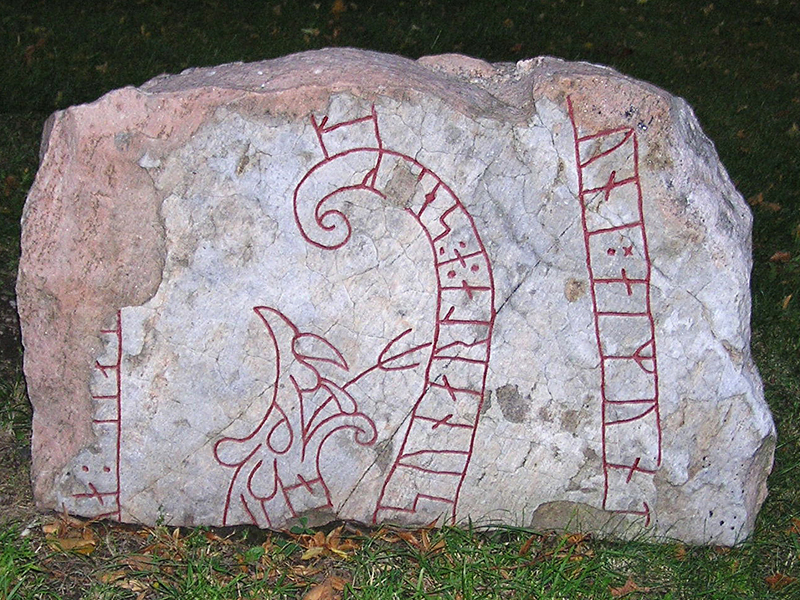
Sö 279
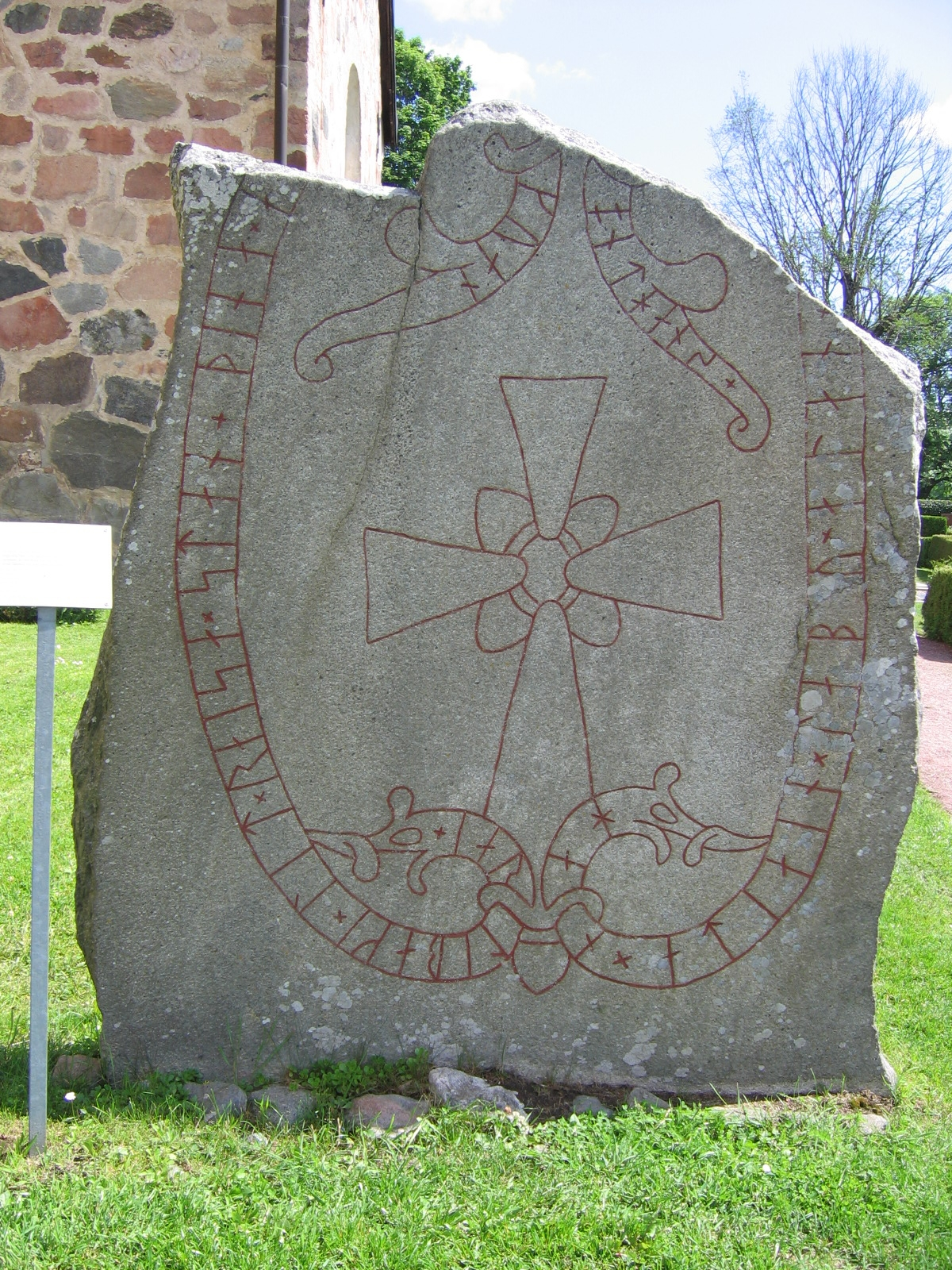
U 212
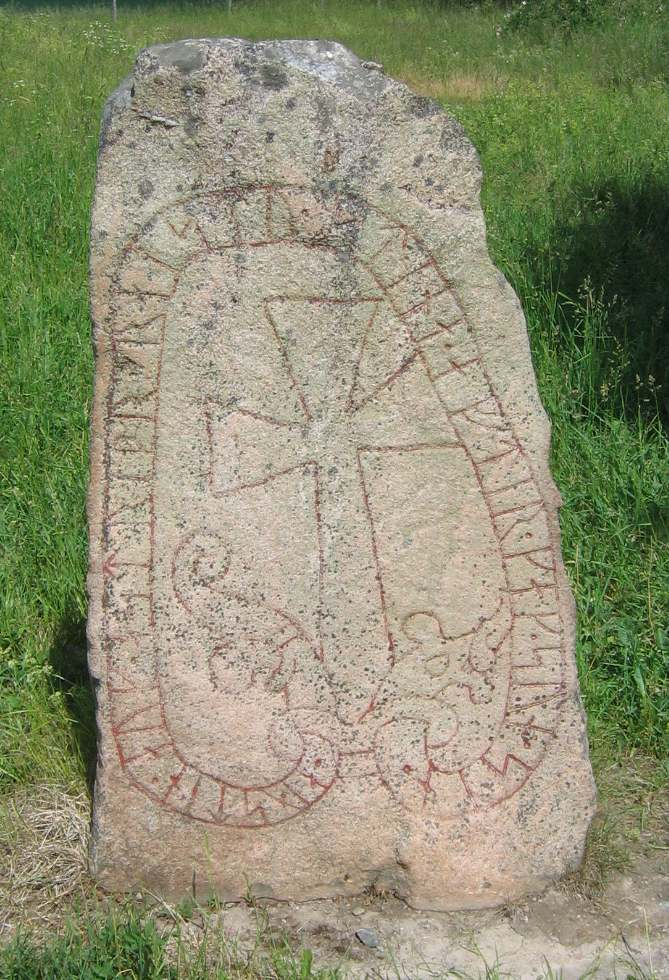
U 137
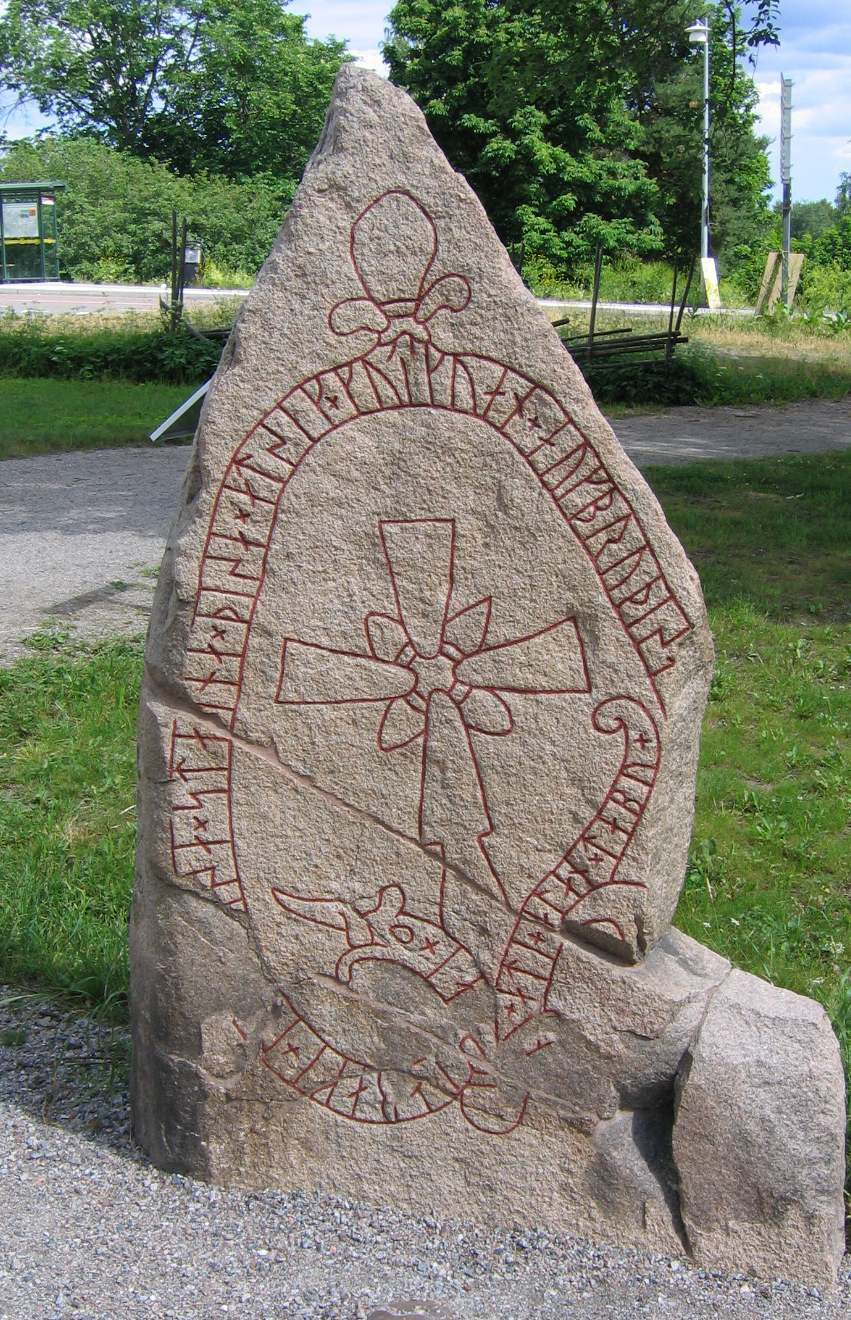
U 165

### Pr3 (estilo Urnes)
Es la primera etapa del conocido como estilo Urnes. Este estilo reemplazó a los anteriores FP, Pr1 y Pr2 y abarca el periodo del 1050 al 1080. Las cabezas de las bestias representadas de perfil tienen ojos almendrados y alargados característicos y su morro suele ser convexo. Además suelen tener apéndices rizados sobre la nariz, los ojos y el cuello. A medida que evoluciona el estilo Urnes la decoración se va haciendo más compleja e intrincada. 

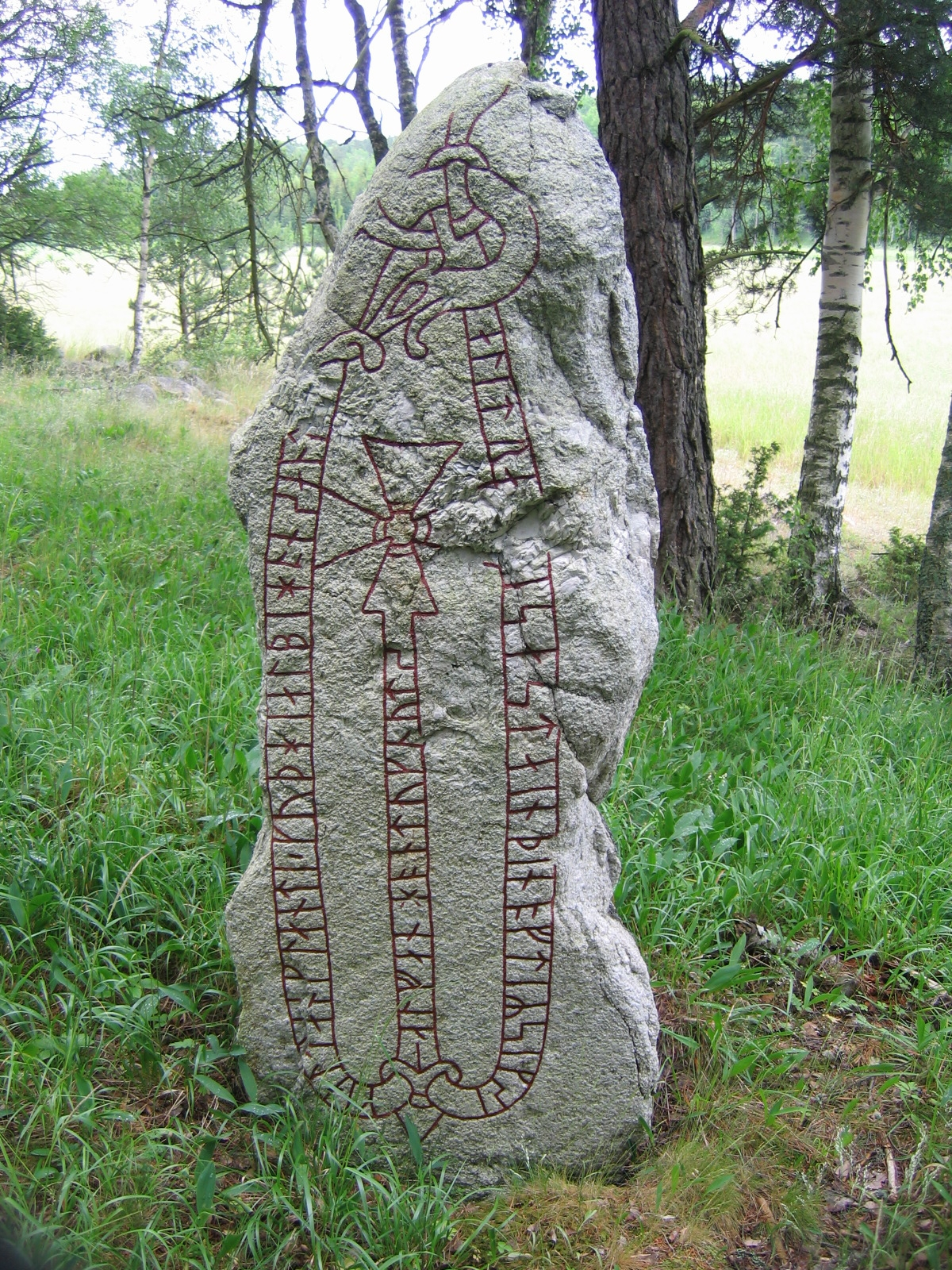
U 194
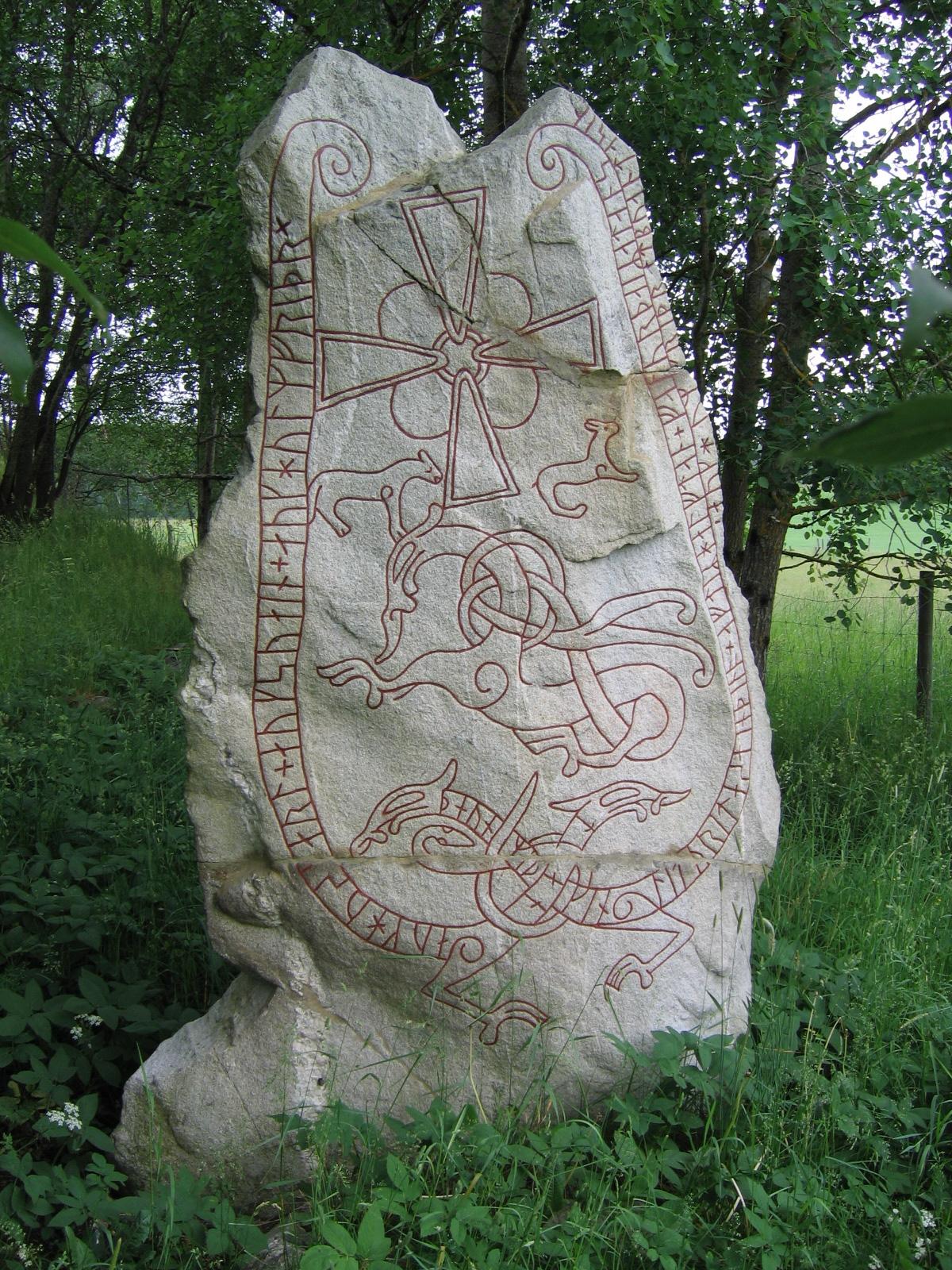
U 240
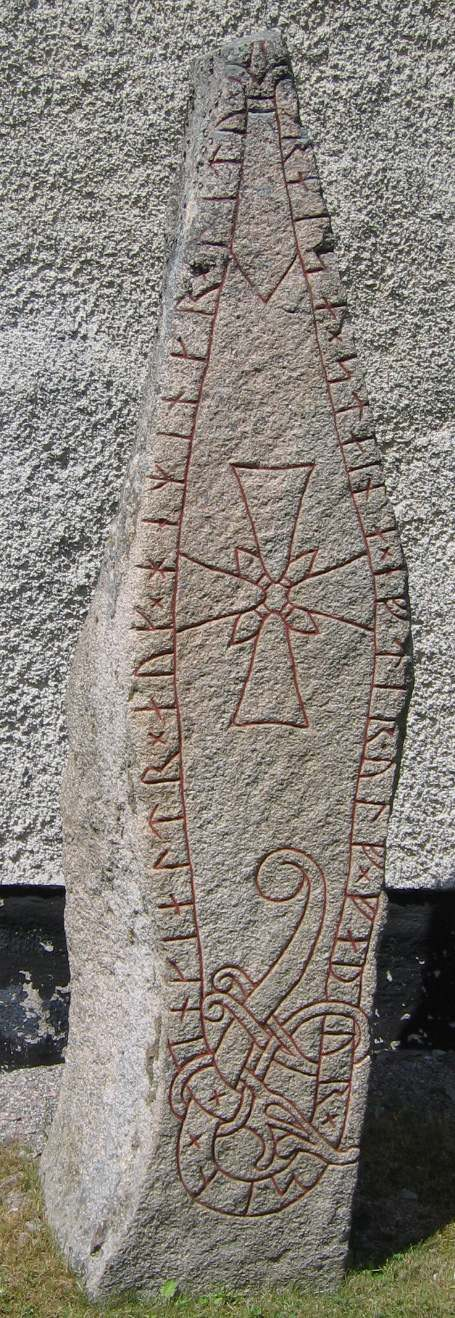
U 256
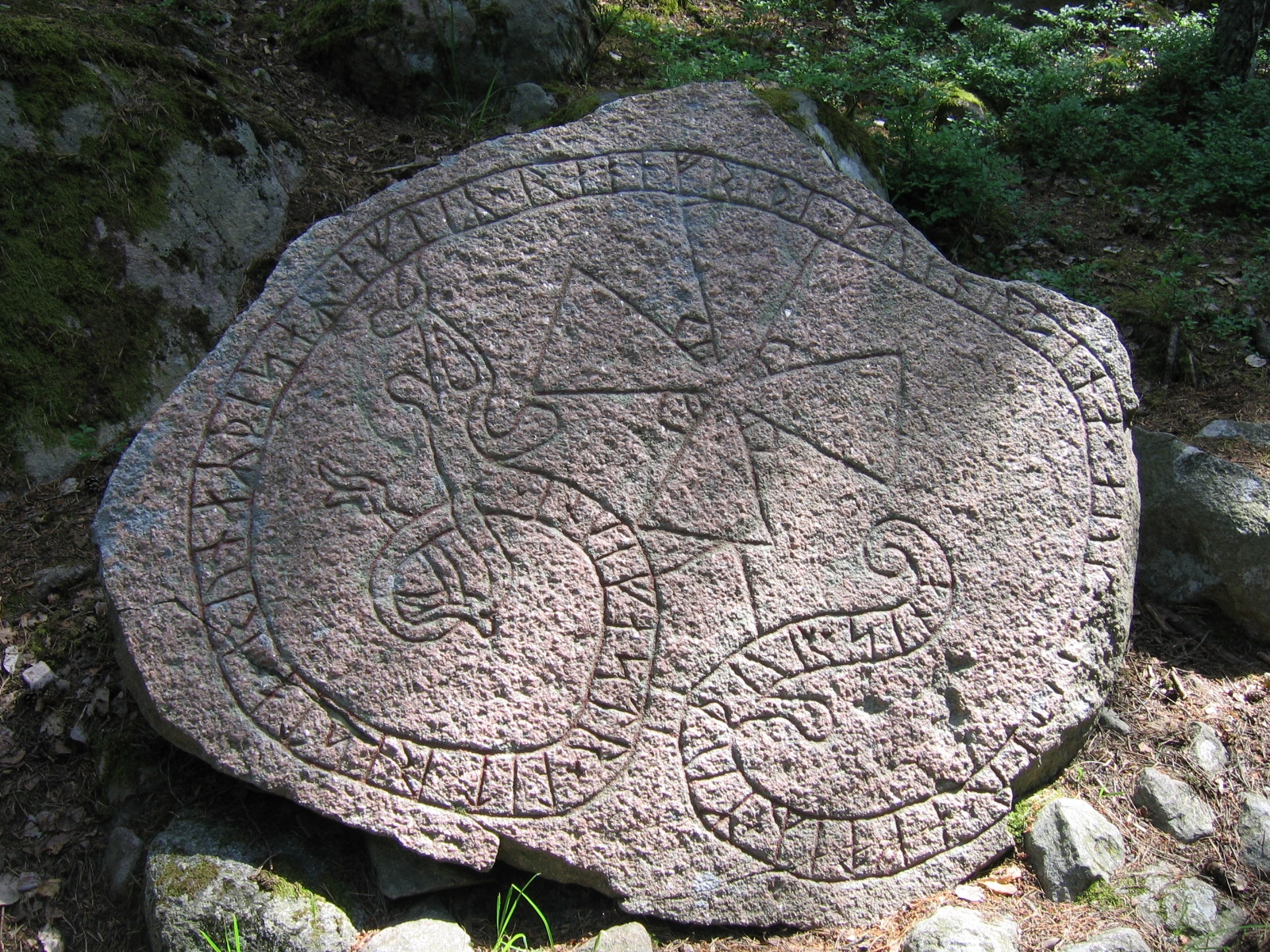
U 148

### Pr4 (estilo Urnes medio)
Este estilo aparece un poco después, 1060/1070 y dura hasta 1100.

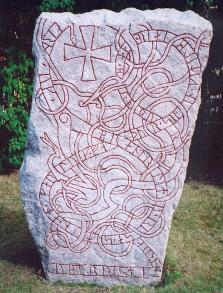
U Fv1976;107
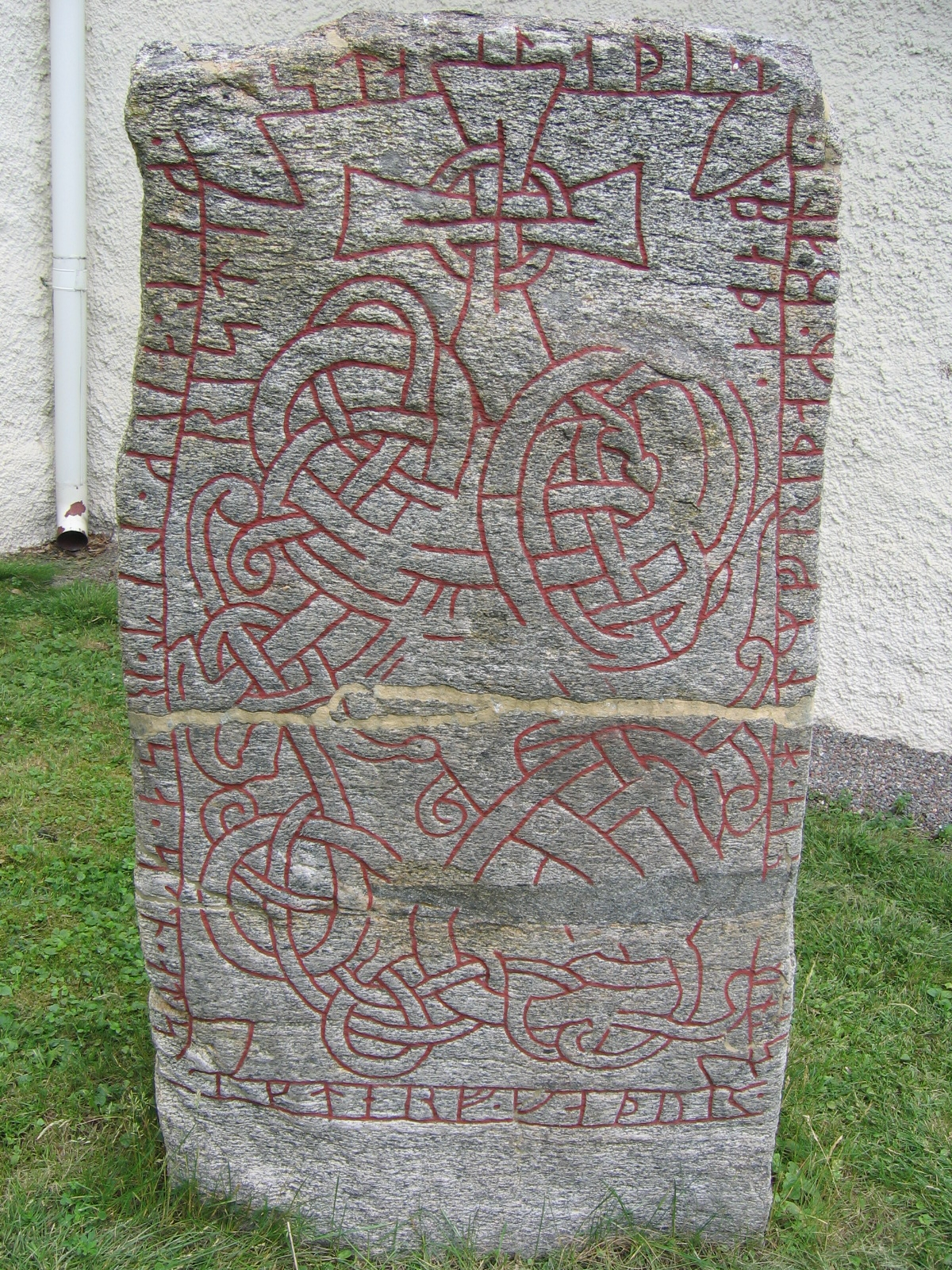
U 647
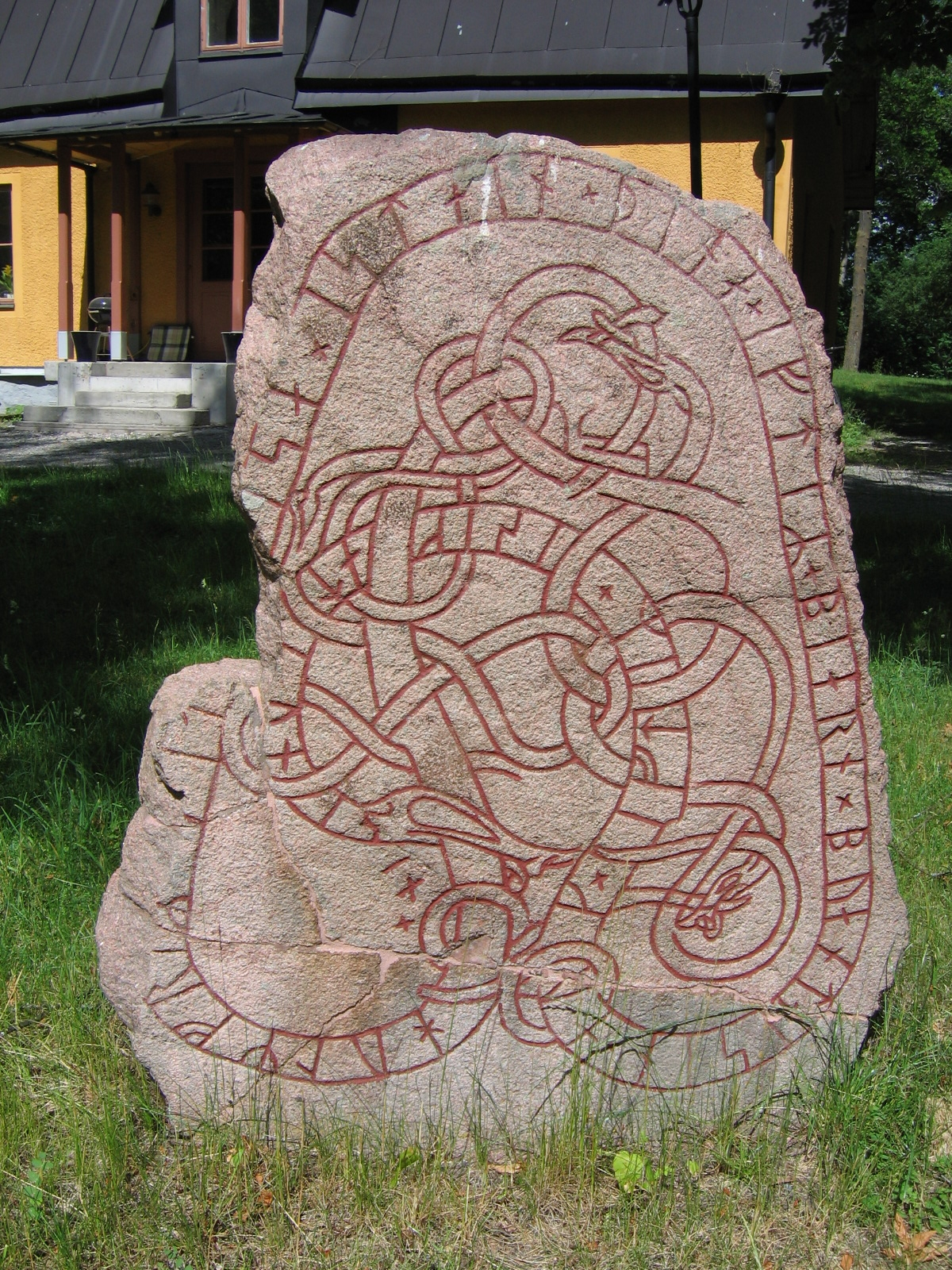
U 152
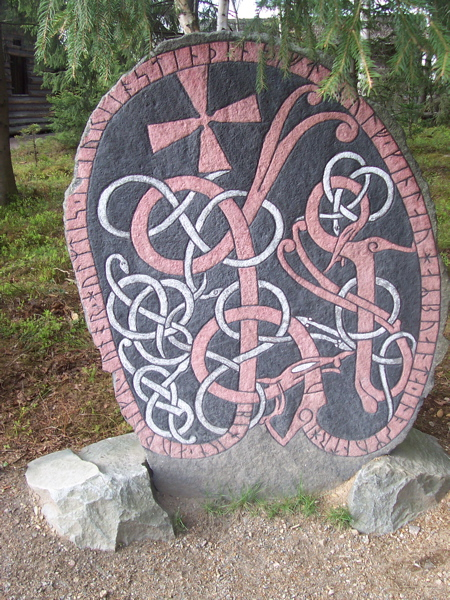
U 871

### Pr5 (estilo Urnes refinado)
Este fue el último estilo decorativo de estelas rúnicas y duró hasta que dejaron de erigirse piedras. Apareció aproximadamente en 1080/1100 y llegó hasta 1130.

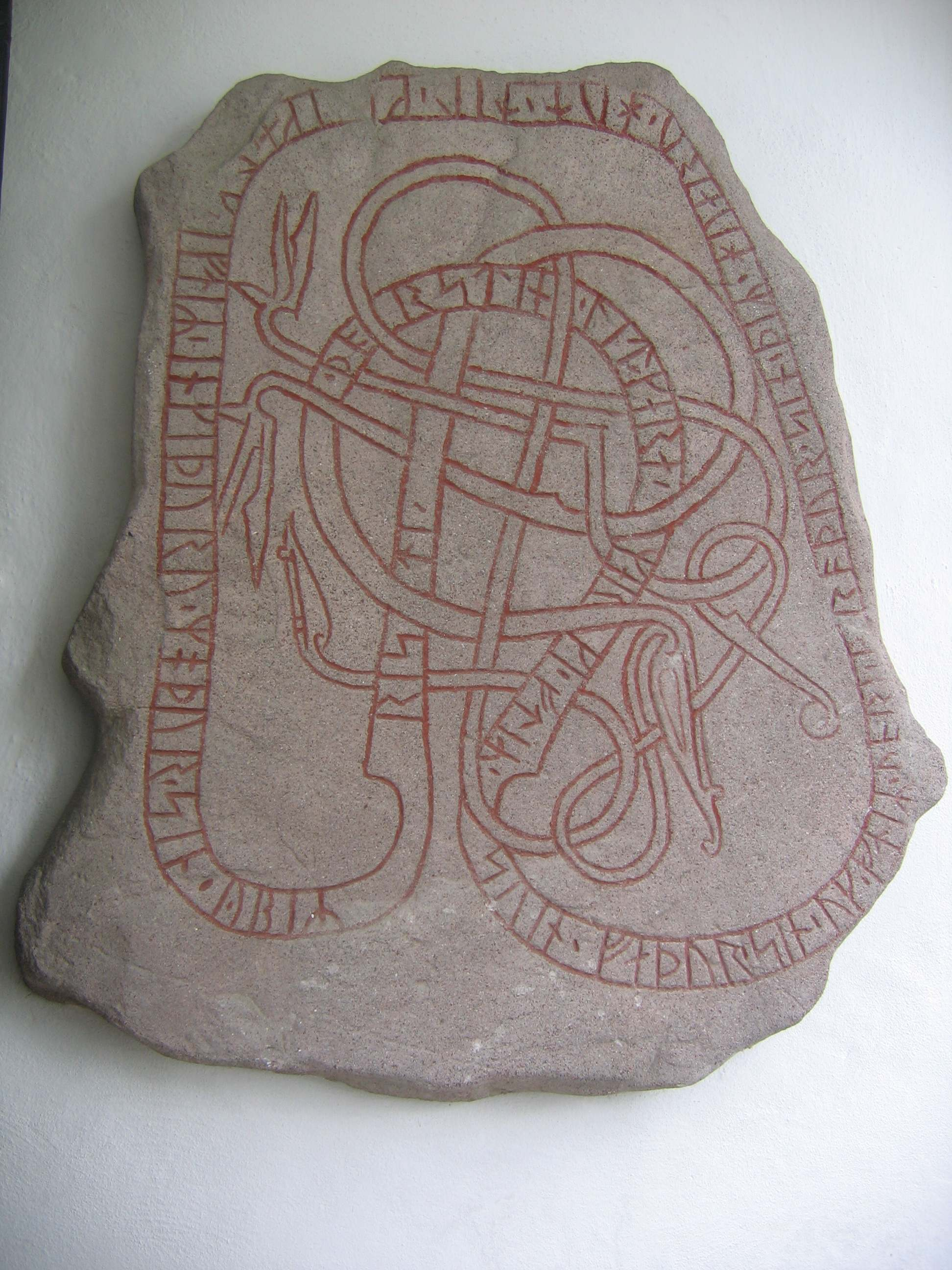
U 104
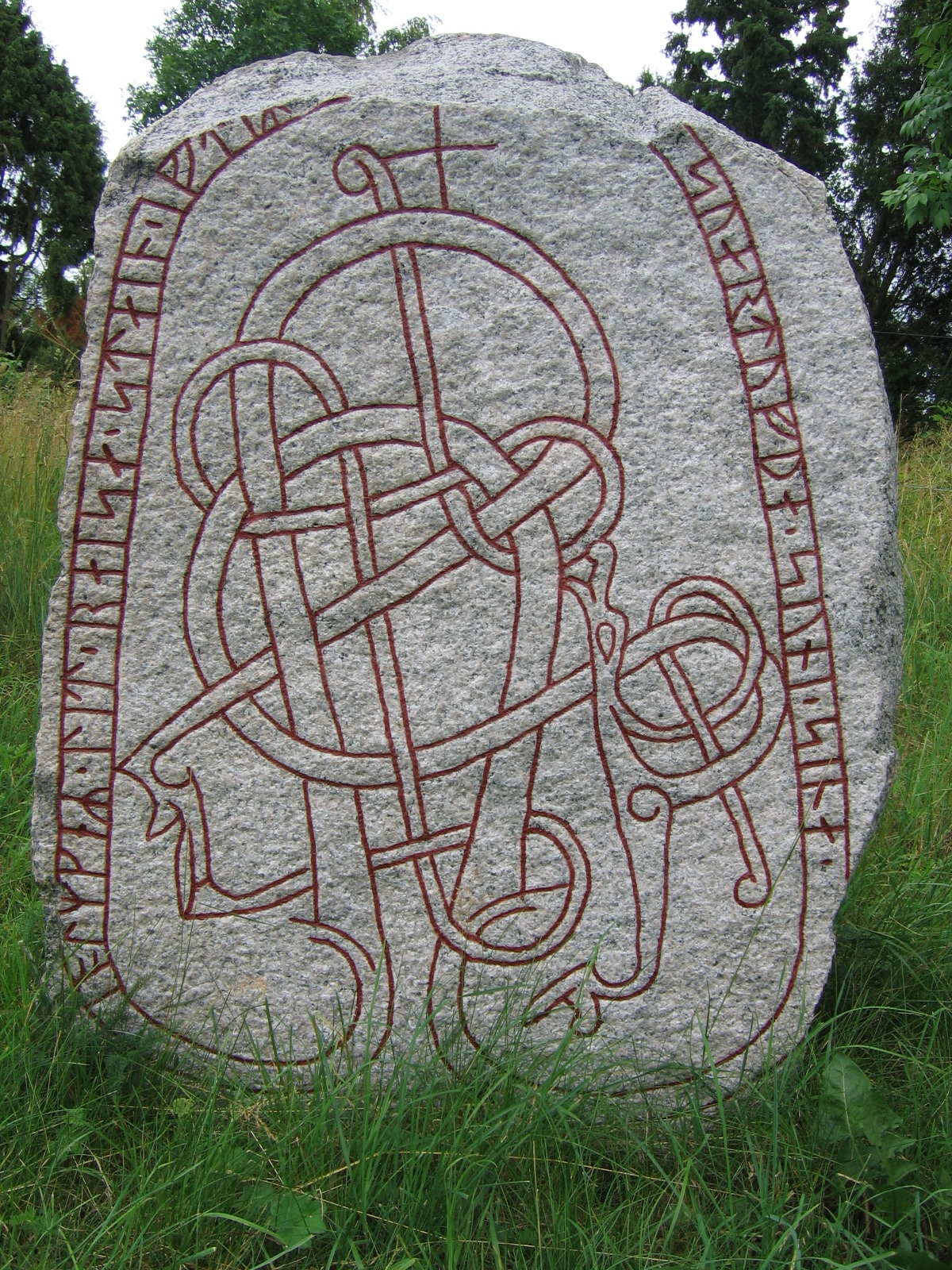
U 1014
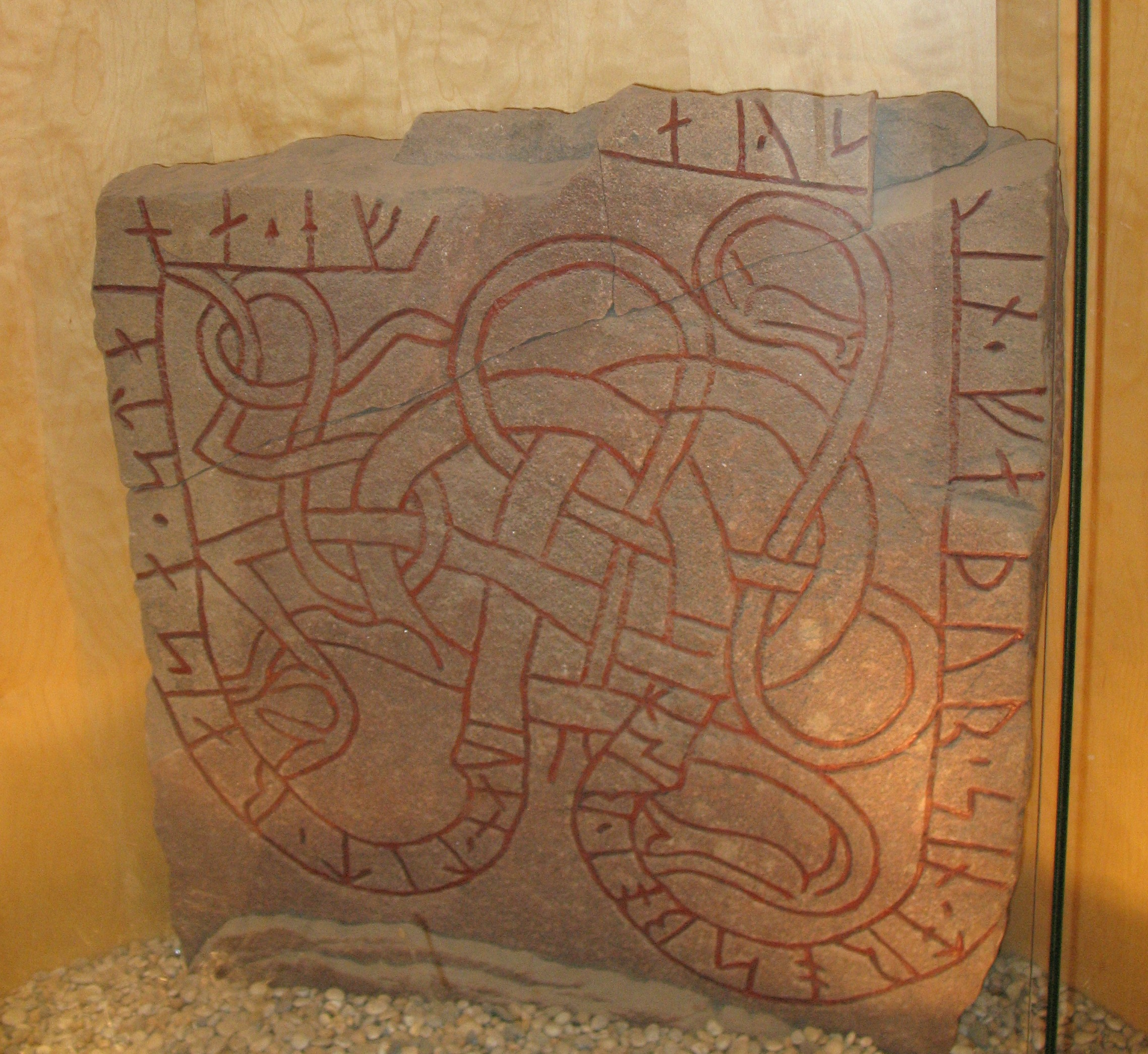
U 216
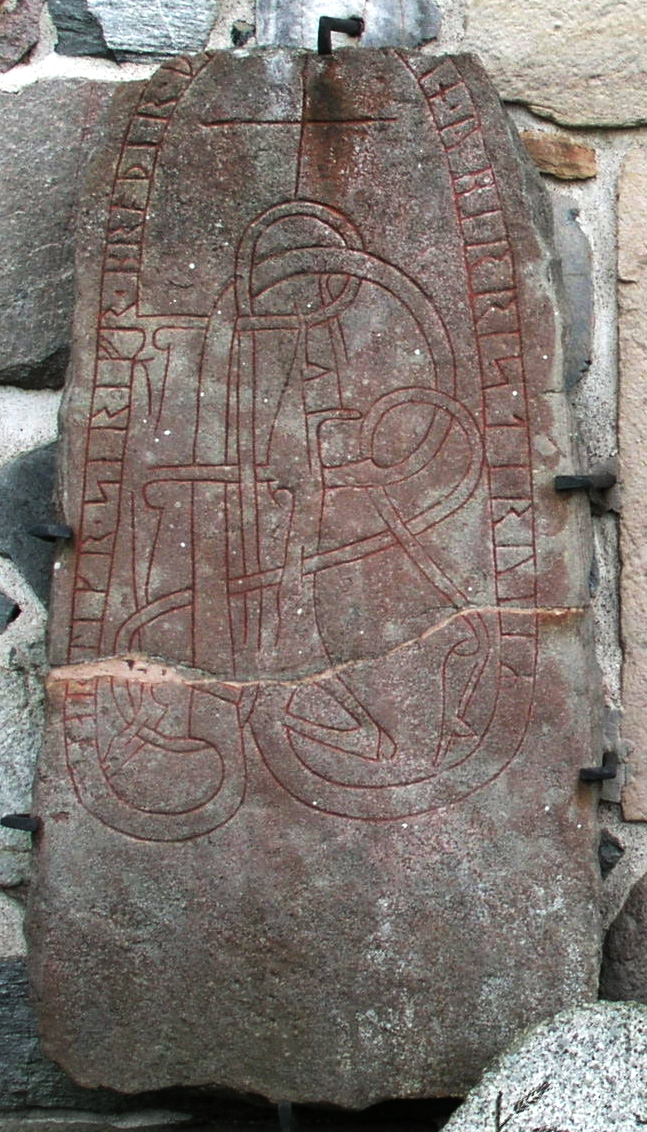
U 541

## KB
Este estilo se usa en el proyecto Rundata, aunque no pertenece a la clasificación de Gräslund. Es un estilo común en el oeste de Södermanland y se caracteriza porque la banda rúnica rodea a cruces.

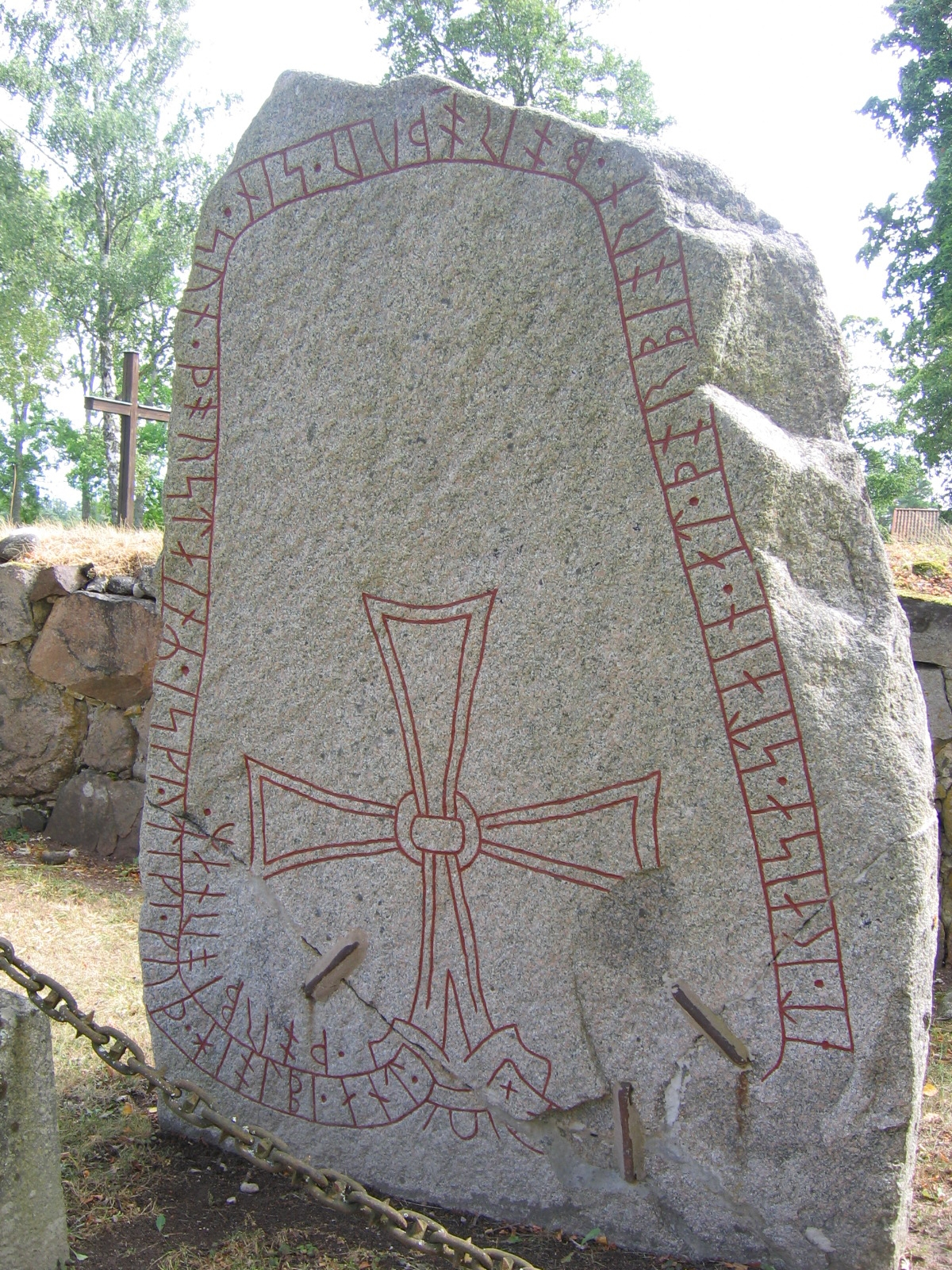
Sö 84
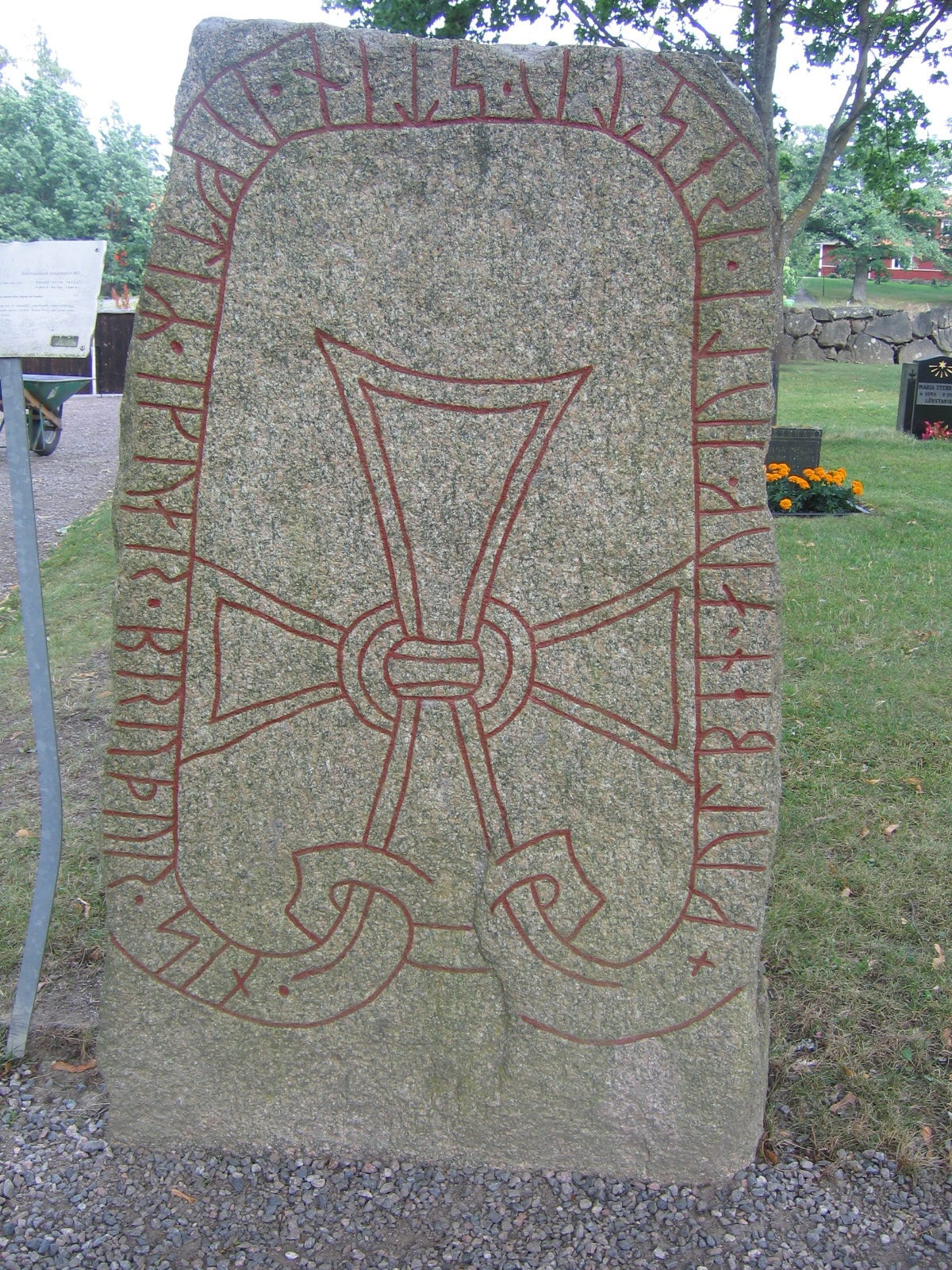
Sö 362
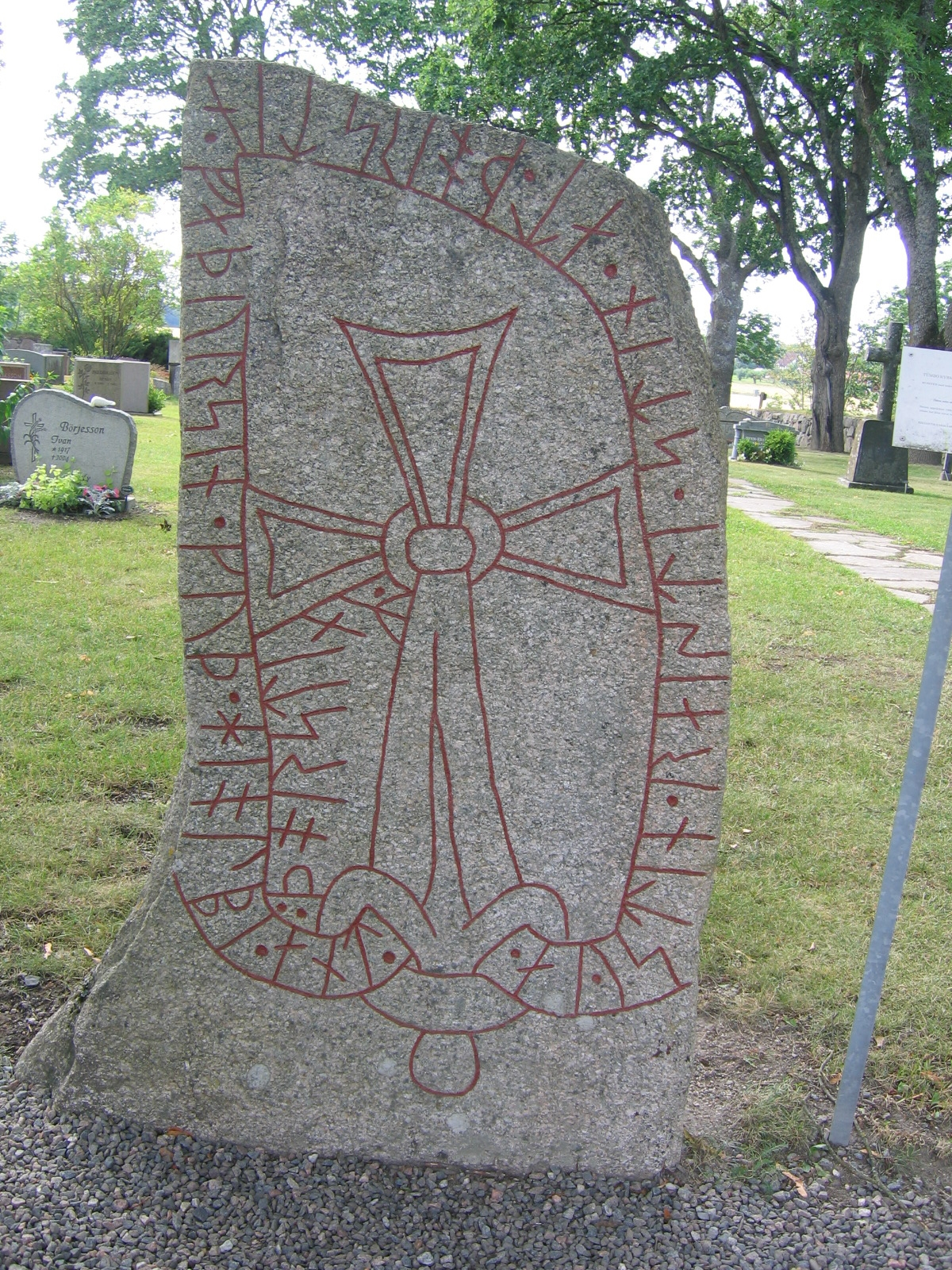
Sö 363
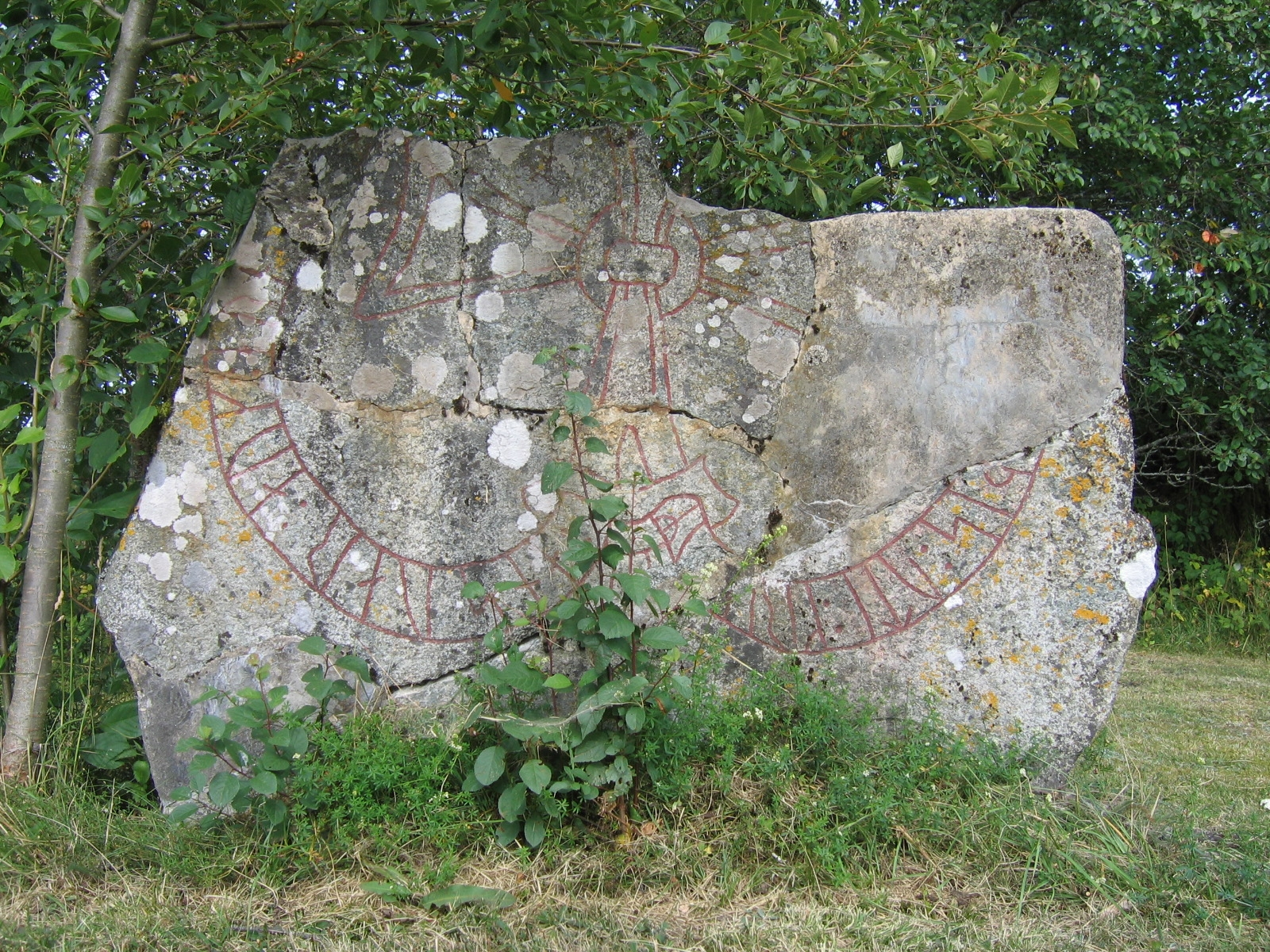
Sö 85